# Списък на реките в Босна и Херцеговина
А — Б — В — Г — Д —
Е — Ж — З — И — Й —
К — Л — М — Н — О —
П — Р — С — Т — У —
Ф — Х — Ц — Ч — Ш —
Щ — Ю — Я

## Б
- Бабина река, десен приток на Босна
- Била (30 km), ляв приток на Лашва
- Биощица (30 km), десен приток на Кривая
- Бистрица, ляв приток на Дрина
- Бистрица, ляв приток на Палянска Миляцка
- Бистрица, десен приток на Върбас
- Блажа, ляв приток на Мисоча
- Блия, ляв приток на Сана
- Блучица, десен приток на Неретва
- Бойна, съставяща Глиница
- Босна (271 km, 10 457 km2), десен приток на Сава
- Брегава (31 km), ляв приток на Неретва
- Буна (9 km), ляв приток на Неретва
- Буница, ляв приток на Буна
- Бунта, ляв приток на Върбас
- Бужимица, съставяща на Глиница

## В
- Витина, десен приток на Върбас
- Вияка, десен приток на Укрина
- Вогошча, десен приток на Босна
- Волар, ляв приток на Сана
- Волуяк, ляв приток на Рама
- Върбаня (85.3 km, 703.6 km2), десен приток на Върбас
- Върбас (240 km, 5023 km2), десен приток на Сава
- Върбашка, десен приток на Ябланица

## Г
- Глина, десен приток на Купа
- Глиница, десен приток на Глина
- Говза, десен приток на Бистрица (приток на Дрина)
- Горуша, десен приток на Босна
- Гостеля
- Гърловница

## Д
- Дабар, ляв приток на Сана
- Дашница, десен приток на Сава
- Десна, ляв приток на Върбас
- Долянка (18 km, 69 km2), десен приток на Неретва
- Драгача, ляв приток на Железница
- Драгочай, ляв приток на Върбас
- Дрежанка (21 km, 146 km2), десен приток на Неретва
- Дрина (329* km, в Босна и Херцеговина - ? km), десен приток на Сава
- Дриняча (77 km, 1875 km2), ляв приток на Дрина
- Дубока, ляв приток на Върбас
- Дубощица, ляв приток на Кривая
- Дървара, ляв приток на Уна

## Ж
- Жабляк (4 km)
- Жаля, ляв приток на Ставня
- Железница (30 km), десен приток на Босна
- Железница, десен приток на Фойничка река
- Жепа, ляв приток на Дрина

## З
- Зелени Ядар
- Згошча, десен приток на Босна
- Змийски поток, десен приток на Радимля
- Зуевина, десен приток на Босна

## И
- Илова, десен приток на Укрина

## К
- Касиндолска, десен приток на Железница
- Кладушница, десен приток на Глина
- Кнежица, ляв приток на Млечаница
- Колина, ляв приток на Дрина
- Комашница, десен приток на Лашва
- Козица, десен приток на Сана
- Корана, десен приток на Купа
- Кравица, десен приток на Ядра
- Кралушчица, десен приток на Неретва
- Крешевка, десен приток на Фойничка река
- Кривая, десен приток на Босна
- Крушчица, ляв приток на Лашва
- Крушница, десен приток на Уна
- Купрешка река

## Л
- Лашва (49.4 km)
- Лепеница (33 km), десен приток на Фойничка река
- Лим (220* km, в Босна и Херцеговина - ? km), десен приток на Дрина
- Любина, десен приток на Босна
- Любина десен приток на Ябланица
- Любина, ляв приток на Сана

## М
- Мала река, ляв приток на Рибница
- Мала река, ляв приток на Мала река
- Мала Укрина (36.8 km), съставяща на Укрина
- Мала Усора (17.3 km), съставяща на Усора
- Манде, влива се в Бушкото блато
- Матица, ляв приток на Върлика
- Мекиня, ляв приток на Стригова
- Милач
- Миляцка (42 km), десен приток на Босна
- Мисоча, десен приток на Босна
- Млечаница, десен приток на Уна
- Мъртвица
- Мушница
- Мутница, ляв приток на Бистрица
- Мутница, десен приток на Корана

## Н
- Неретва (225* km, в Босна и Херцеговина - 203 km), влива се в Адриатическо море
- Неретвица, десен приток на Неретва

## О
- Опачица, приток на Пловуча
- Оскова

## П
- Палянска Миляцка (12.9 km), съставяща Миляцка
- Пива
- Перучица, десен приток на Сутеска
- Пискавичка река, ляв приток на Прека
- Плива (33 km, 1484 km2), ляв приток на Върбас
- Пловуча
- Пониква
- Повелич, десен приток на Върбас
- Прача (61 km), ляв приток на Дрина
- Прушачка река, ляв приток на Върбас
- Пухарска река

## Р
- Радимля, десен приток на Брегава
- Радоболя (5 km), десен приток на Неретва
- Радоня, ляв приток на Лима
- Ракитница, приток на Прача (25 km)
- Ракитница, приток на Неретва
- Рама, десен приток на Неретва
- Равска река, десен приток на Япре
- Рибница, десен приток на Босна
- Ричина
- Рика, десен приток на Върбас

## С
- Сава (745* km, в Босна и Херцеговина - ? km), десен приток на Дунав
- Сана (146.2 km, 3369.4 km2), десен приток на Уна
- Саница (21.9 km), ляв приток на Сана
- Сасина, десен приток на Сана
- Семешница, ляв приток на Върбас
- Сеочка река, ляв приток на Бабина река
- Сокочница, приток на Плива
- Спреча (137.9 km, 2947.7 km2), десен приток на Босна
- Ставня (30.4 km), десен приток на Босна
- Студени Ядар (9.5 km, 91 km2), ляв приток на Ядра
- Стурба (14.5 km), ляв приток на Дрина
- Сутурлия (17 km, 70 km2), ляв приток на Върбас

## Т
- Тара, съставяща Дрина
- Требижат (51.3 km, 646 km2), десен приток на Неретва
- Тиня, десен приток на Сава
- Тишча, десен приток на Дриняча
- Толиса (56.2 km), десен приток на Сава
- Требишица
- Търстионица, десен приток на Босна
- Туряк, ляв приток на Любина
- Тушчица, ляв приток на Върбас

## У
- Угар, десен приток на Върбас
- Угровача, десен приток на Лиштица
- Узвинска река
- Укрина (119 km), десен приток на Сава
- Унац, (65.5 km, 650 km2), десен приток на Уна
- Уна (212* km, в Босна и Херцеговина - ? km), десен приток на Сава
- Усора (76.3 km)

## Ф
- Фойничка река (45 km, 727.4 km2), ляв приток на Босна

## Х
- Хърчавка, (13.5 km, 53.9 km2), ляв приток на Сутеска

## Ц
- Църна река, десен приток на Лепеница
- Църна река, десен приток на Железница
- Църна река, ляв приток на Върбашка

## Ч
- Чава, ляв приток на Уна
- Чеотина, десен приток на Дрина

## Ш
- Шуица

## Я
- Ябланица (35.1 km, 370.8 km2), десен приток на Сава
- Ядар (64.7 km, 893.7 km2), ляв приток на Дрина